# Си Эм Панк
Фи́ллип Джек Брукс (англ. Phillip Jack Brooks; род. 26 октября 1978, Чикаго, Иллинойс) более известный под именем Си Эм Панк (англ. CM Punk) — американский рестлер, спортивный комментатор, актёр и бывший боец смешанных единоборств. В настоящее время выступает в WWE на бренде Raw, где он ранее работал с 2005 по 2014 год.
Брукс начал карьеру рестлера в 1999 году на независимой сцене, в основном в Ring of Honor (ROH), выиграв один раз титул чемпиона мира ROH. В 2005 году он подписал контракт с World Wrestling Entertainment (WWE) и дважды выиграл титул чемпиона WWE, трижды — титул чемпиона мира в тяжёлом весе, по одному разу — интерконтинентальное чемпионство WWE и титул чемпиона мира в тяжёлом весе ECW. Брукс также выиграл командное чемпионство мира, став 19-м чемпионом Тройной короны в WWE; он быстрее всех добился этого достижения — за 203 дня. Он также стал суперзвездой года на церемонии Slammy Awards в 2011 году и был признан рестлером года в 2011 и 2012 годах по версии журнала Pro Wrestling Illustrated. Разочаровавшись в WWE, в 2014 году Брукс со скандалом покинул компанию и ушёл из рестлинга. В 2021 году он вернулся в рестлинг, подписав контракт с All Elite Wrestling (AEW), где стал двукратным чемпионом мира AEW, прежде чем был уволен в сентябре 2023 года из-за закулисных разногласий. Через два месяца он вернулся в WWE.
После ухода из реслинга Брукс начал карьеру бойца смешанных единоборств и подписал контракт с Ultimate Fighting Championship (UFC). Выступая в полусреднем весе, он провел свой первый бой на UFC 203 в 2016 году, проиграв Микки Галлу. Затем он проиграл свой второй бой Майку Джексону единогласным решением судей на UFC 225 в 2018 году (позже это решение было отменено), после чего был освобождён от контракта. Затем Брукс начал выступать в качестве комментатора в Cage Fury Fighting Championships (CFFC) и аналитика в программе WWE Backstage на канале Fox Sports 1.
Свою первую главную актёрскую роль Брукс получил в анимационном фильме «Флинстоуны и WWE: Каменный век SmackDown!» (2015), после чего снялся в фильмах ужасов «Девушка на третьем этаже» (2019) и «Бешеный» (2019), а также в драматическом телесериале «Хилы» (2021—2023).

## Ранняя жизнь
Филлип Джек Брукс родился в семье матери-домохозяйки и отца-инженера. Он вырос в Локпорте, где посещал среднюю школу. У него пять братьев и сестер. Его отец боролся с алкоголизмом, что вдохновило Брукса с ранних лет придерживаться образа жизни straight edge, а мать страдала биполярным расстройством, из-за чего он отдалился от неё.

## Карьера в рестлинге

### Ранняя карьера и IWA Mid-South (1999—2005)

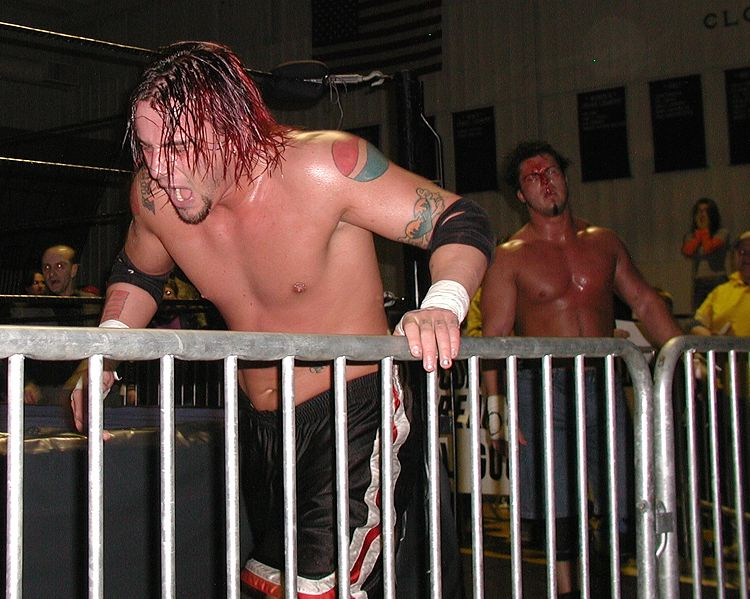
Панк (спереди) в матче против Дэнни Доминиона на шоу NWA Midwest в ноябре 2002 года

Первым начинанием Брукса в рестлинге было участие в дворовой федерации рестлинга под названием Lunatic Wrestling Federation вместе со своими друзьями и братом Майком Бруксом в середине и конце 1990-х годов. Брукс впервые начал использовать имя Си Эм Панк, когда его взяли в команду под названием The Chick Magnets вместе с Си Эм Веномом, после того, как другой участник пропустил шоу. В отличие от своих друзей, Панк искренне хотел стать рестлером и видел в этом нечто большее, чем простое развлечение. Когда промоушен начал набирать обороты, проводя шоу на складе в Мокене, Иллинойс, Панк узнал, что его брат Майк присвоил тысячи долларов из маленькой компании, из-за чего они отдалились друг от друга. С тех пор они не общались.
Вскоре Брукс покинул федерацию и поступил в школу рестлинга Steel Dominion в Чикаго, где его обучали Эйс Стил, Дэнни Доминион и Кевин Куинн, чтобы он стал рестлером. В рамках обучения он начал выступать в рестлинг-школе Steel Domain Wrestling в Сент-Поле, Миннесота, в 1999 году. Именно в Steel Domain он познакомился со Скоттом Колтоном, который вскоре взял себе имя Кольт Кабана. Панк и Кабана стали лучшими друзьями и провели большую часть своей ранней карьеры вместе, работая в одних и тех же независимых промоушенах, как противники и партнеры по команде. В независимых промоушенах вместе с выпускниками Steel Domain Кольтом Кабаной, Чаком И. Смутом, Адамом Пирсом и менеджером Дэйвом Празаком Панк создал альянс под названием Gold Bond Mafia.
В 2002 году Панк стал чемпионом в тяжелом весе International Wrestling Cartel в Монровиле, Пенсильвания. Панк участвовал в турнире Super Indy, но так и не стал чемпионом. Домашним промоушеном Панка в начале его карьеры считалась Independent Wrestling Association Mid-South (IWA Mid-South). Во время пребывания Панка в IWA Mid-South у него были громкие противостояния с Кольтом Кабаной и Крисом Хиро, он также поднялся на вершину рейтинга, дважды выиграв титул чемпиона IWA Mid-South в полутяжелом весе и пять раз — чемпиона IWA Mid-South в тяжелом весе, победив таких рестлеров, как Эй Джей Стайлз, Кабана и Эдди Герреро в матчах за титул чемпиона в тяжелом весе. Вражда Панка с Хиро включала в себя 55-минутный матч TLC, 93-минутный матч «два удержания из трех» и несколько 60-минутных ничьих. С июля 2003 года по май 2004 года Панк отказывался выступать за IWA Mid-South, объясняя это протестом против плохого обращения Яна Роттена с Крисом Хиро в этой компании. Однако Хиро заявил, что, по его мнению, были другие причины, а обращение Роттена с ним было лишь предлогом для Панка, чтобы прекратить работу в компании. В конце концов Панк вернулся в IWA Mid-South и продолжал выступать в качестве рестлера и комментатора до июля 2005 года.

### Ring of Honor (2002—2006)

#### Вражда с Вороном и рост популярности (2002—2004)

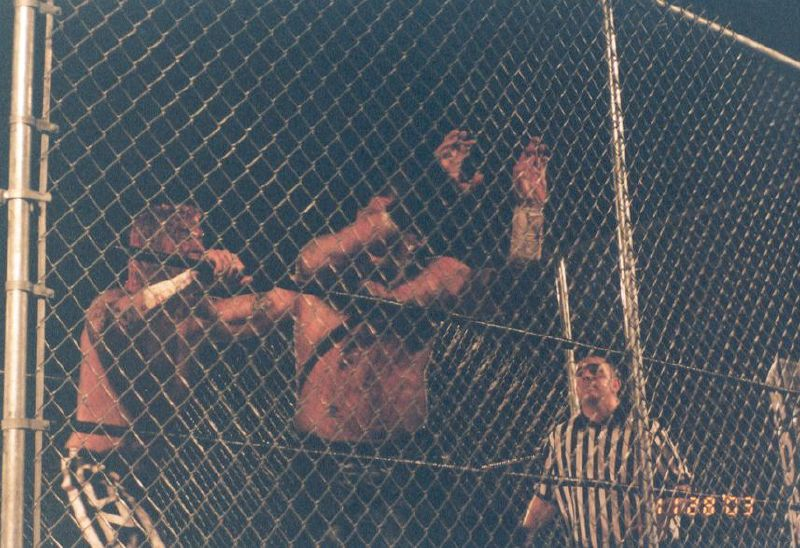
Панк во время матча в клетке против Ворона на шоу The Conclusion в ноябре 2003 года

Матчи Си Эм Панка с Кольтом Кабаной привели к тому, что его наняли в промоушен Ring of Honor (ROH). Си Эм Панк дебютировал на ринге ROH на ROH All Star Extravaganza 9 ноября 2002 года, в матче с участием пяти рестлеров, который выиграл Брайан Дэниелсон. Первоначально Панк присоединился к ROH как фейс, но быстро стал хилом во вражде с Вороном, в которой было множество вариантов матчей без дисквалификаций. Их соперничество было основано на straight edge образе жизни Панка, он сравнивал Ворона со своим отцом-алкоголиком; соперничество продолжалось большую часть 2003 года и считалось одним из лучших противостояний года в ROH. Их соперничество было урегулировано на The Conclusion в ноябре 2003 года, где Панк победил Ворона в матче в стальной клетке.
Панк начал подниматься по карьерной лестнице в ROH, в том числе занял второе место на Second Anniversary Show во время турнира на звание первого чистого чемпиона ROH, проиграв в финале Эй Джей Стайлзу, и дважды выиграл командное чемпионство ROH вместе с Кольтом Кабаной в составе команды The Second City Saints. Примерно в октябре 2003 года Панк был нанят в качестве первого главного тренера школы реслинга Ring of Honor, до этого он был тренером в Steel Domain и Primetime Wrestling.

#### Чемпион мира ROH (2004—2006)

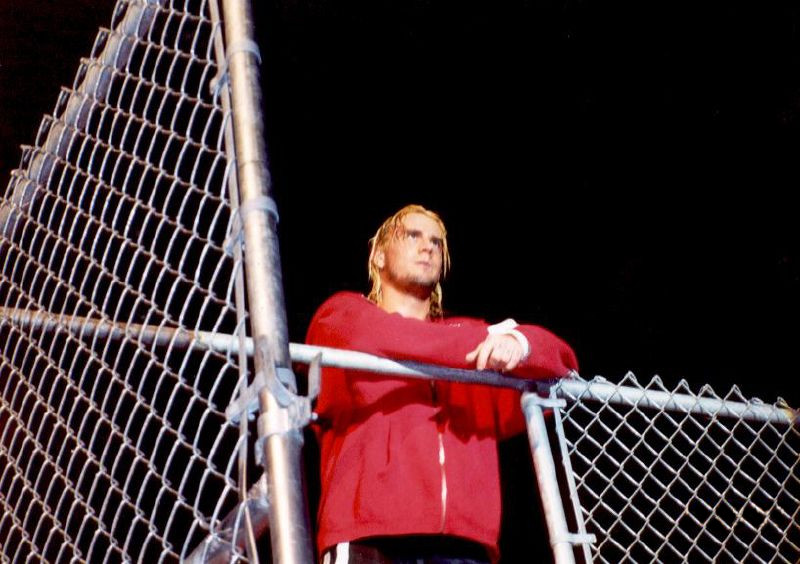
Панк в Ring of Honor в 2003 году

В 2004 году Панк сразился с чемпионом мира ROH Самоа Джо за чемпионский титул в трехматчевой серии. 12 июня на World Title Classic первый матч закончился вничью при 60-минутном лимите времени, когда ни Панк, ни Джо не смогли за эти 60 минут ни удержать, ни заставить сдаться друг друга. 16 октября на шоу Joe vs. Punk II они провели второй 60-минутный бой вничью. Помимо того, что матч Джо против Панка II стал самым продаваемым DVD Ring of Honor в то время, он получил пятизвездочный рейтинг от известного журналиста Дэйва Мельтцера из Wrestling Observer Newsletter. Это был первый матч в Северной Америке, получивший пятизвездочный рейтинг за последние семь лет, последним был матч «Ад в клетке» между Шоном Майклзом и Гробовщиком на Badd Blood: In Your House в 1997 году. Джо завершил серию, победив Панка в третьем и последнем матче 4 декабря на All-Star Extravaganza 2, в котором не было оговорено ограничение по времени.
После пробного матча 9 мая 2005 года, который вышел в эфир 15 мая, где он проиграл Вэлу Венису на шоу Sunday Night Heat, Панк принял сделку, предложенную World Wrestling Entertainment (WWE) в июне. Несмотря на то, что он согласился на сделку, Панк победил Остина Эйриса и выиграл титул чемпиона мира ROH 18 июня на Death Before Dishonor III. Сразу же после этого матча Панк стал хилом и начал сюжетную линию, в которой он угрожал забрать титул чемпиона мира ROH в WWE. В течение нескольких недель Панк дразнил раздевалку ROH и фанатов ROH, а также насмехался над титулом, которым владел, дойдя до того, что подписал на нем свой контракт с WWE. Во время этой сюжетной линии, названной ROH «Летом Панка», Мик Фоли несколько раз появлялся в ROH, пытаясь убедить Панка поступить правильно и защитить титул на выходе. 12 августа Панк проиграл титул чемпиона мира ROH Джеймсу Гибсону. Последний запланированный матч Панка в ROH состоялся 13 августа на шоу Punk: The Final Chapter против давнего друга Кольта Кабаны в матче «два удержания из трех», который он проиграл.
Панк специально выступил на шоу ROH Unscripted II 11 февраля 2006 года, когда первоначальный матч пришлось отменить из-за того, что Лоу Ки покинул ROH за неделю до этого. Кроме того, большинство участников ROH, заключивших контракты с TNA, были сняты с шоу из-за снежной бури, которая, по мнению представителей TNA, могла помешать исполнителям добраться до шоу Against All Odds, запланированного на следующий день. В главном событии Панк в команде с Брайаном Дэниелсоном победил Адама Пирса и Джимми Рэйва в командном матче.

### Total Nonstop Action Wrestling (2003—2004)
Выступая в Ring of Honor, Панк присоединился к рестлинг-промоушену NWA:Total Nonstop Action, позже известному как Total Nonstop Action Wrestling (TNA), в котором он был в паре с Хулио Динеро в составе группировки Ворона «Собрание».
Незадолго до шоу TNA 25 февраля 2004 года Панк устроил потасовку с Тедди Хартом возле ресторана, которую разнял Сабу. Как сообщается, потасовка произошла из-за шоу ROH, на котором Харт исполнил три незапланированных приёма, подвергнув опасности травмы нескольких других рестлеров. Примерно во время потасовки Панк и Динеро перестали появляться на шоу TNA, что привело к предположениям о его увольнении за этот инцидент. Однако Панк заявил, что потасовка никак не повлияла на его карьеру в TNA. Панк официально ушел из TNA в марте 2004 года.

### World Wrestling Entartaiment / WWE

#### Ohio Valley Wrestling (2005—2006)
В сентябре 2005 года Панк был назначен в Ohio Valley Wrestling (OVW), территорию развития WWE. Он дебютировал в качестве хила 8 сентября в темном матче, где он, Найджел Макгиннесс и Пол Берчилл были побеждены Дьюсом Шейдом, Элайджей Берком и Сетом Скайфайром. 26 сентября в своем дебюте на телевидении OVW Панк получил разрыв барабанной перепонки и перелом носа после того, как Дэнни Инферно ударил его слишком сильно правой рукой. Несмотря на травму, Панк закончил матч и быстро восстановился.
9 ноября Панк стал телевизионным чемпионом OVW, победив Кена Доана, что сразу же привело к вражде между Панком и Брентом Олбрайтом, который до этого враждовал с Доаном за телевизионный титул и потерял свой шанс побороться с Доаном после того, как Панк ударил его стулом. Они провели несколько матчей, в том числе один, который закончился овертаймом, когда Олбрайт заставил Панка подчиниться сдаться от приёма Олбрайта Crowbar, но Панк смог сохранить чемпионство, так как он не соглашался на дополнительное время. 4 января 2006 года Панк проиграл титул телевизионного чемпиона OVW во время матча между ним, Олбрайтом и Доаном. Доан получил травму во время матча и был заменен Аароном «Идолом» Стивенсом, который выиграл матч и стал новым телевизионным чемпионом OVW. После того, как в феврале Мэтт Каппотелли отказался от звания чемпиона OVW в тяжелом весе из-за опухоли мозга, был проведен турнир для определения нового чемпиона, и Панк проиграл Олбрайту в финале. Панк и Олбрайт продолжили вражду, причем Олбрайт стал более неуравновешенным и параноидальным в отношении сохранения своего чемпионства после нескольких матчей против Панка, что привело к таким действиям, как угрозы в адрес Марии. 3 мая Панк победил Олбрайта и завоевал титул чемпиона OVW в тяжелом весе. Став чемпионом, Панк сохранил титул в матчах против таких противников, как Кен Кеннеди, Джонни Джитер и Майк «Миз» Мизанин.
28 июля Панк и Сет Скайфайр победили Шэда Гаспарда и Нейборхуди и выиграли титул командного чемпиона Юга OVW на домашнем шоу. 2 августа они проиграли командные титулы Дьюсу Шейду и «Домино» Клиффу Комптону. Позже в том же месяце Панк также проиграл титул чемпиона OVW в тяжелом весе, когда его победил Чет Яблонски. Панк продолжал спорадически выступать в OVW, пока WWE и OVW не прекратили свое партнерство по развитию рестлеров 7 февраля 2008 года.

#### Чемпион ECW (2006—2008)

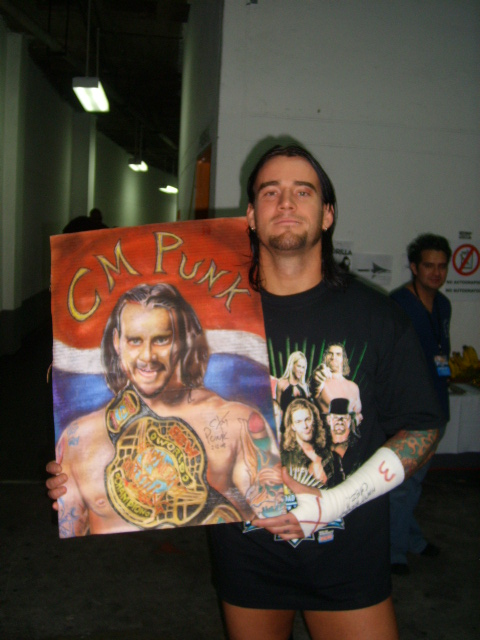
Панк с портретом, на котором он изображен в качестве чемпиона ECW в 2008 году

24 июня 2006 года Си Эм Панк дебютировал в ECW во время домашнего шоу на бывшей ECW Arena, победив Стиви Ричардса. Его дебют на телевидении состоялся в эпизоде ECW от 4 июля, когда он выпустил ролик о своем образе жизни straight edge, подчеркнув отсутствие наркотиков и алкоголя в его жизни. Хотя Панк и сохранил свой образ straight edge, теперь он ещё занимался муай-тай. Панк дебютировал на телевидении 1 августа в Hammerstein Ballroom, победив Джастина Кредибла. Панк утвердился в ECW, победив таких противников, как Си Дабл Ю Андерсон, Стиви Ричардс и Шеннон Мур.
Вскоре после этого Панк начал враждовать с Майком Ноксом, после того как экранная девушка Нокса Келли Келли была замечена в романтических чувствах к Панку. Панк победил Нокса в своем первом одиночном матче в эпизоде ECW от 7 ноября, а на следующей неделе состоялся матч-реванш, после которого Келли Келли отпраздновала победу Панка над Ноксом. На Survivor Series 2006 Панк провел свой первый матч в WWE, когда он объединился с D-Generation X (Шон Майклз и Трипл Эйч) (DX) и The Hardy Boyz (Джефф и Мэтт) против Rated-RKO (Эдж и Рэнди Ортон), Нокса, Джонни Нитро и Грегори Хелмса, матч, в котором все участники на стороне DX небыли элиминированы с матча. 3 декабря на шоу December to Dismember, Панк участвовал в матче Extreme Elimination Chamber за звание чемпиона мира ECW, но он стал первым, кого выбил из матча Роб Ван Дам.
В эпизоде ECW от 9 января 2007 года Панк потерпел свое первое поражение в ECW от Хардкор Холли, прервав свою шестимесячную беспроигрышную серию в одиночных выступлениях. Панк участвовал в первом своем матче Money In The Bank на WrestleMania 23, где победил Мистер Кеннеди. В эпизоде ECW от 10 апреля Панк был вовлечен во вражду между The New Breed, группой молодых рестлеров, и ECW Originals, группой ветеранов-рестлеров из оригинального ECW. Панк присоединился к New Breed. После нескольких недель, в течение которых и New Breed, и ECW Originals пытались переманить его, в конце концов обе группы отказались от него. Однако, две недели спустя, Панк предал New Breed во время командного матча четыре на четыре между New Breed и ECW Originals, ударив лидера New Breed Элайджа Берка по затылку, что стоило им победы в матче, после чего Панк продолжил наносить свои удары. 20 мая, на шоу Judgment Day, Панк победил Берка в своем первом одиночном матче в WWE. Затем, 3 июня, Панк объединился с Томми Дримером и Сабу в матче со столами, чтобы победить the New Breed и завершить сюжетную линию.
Когда чемпион мира ECW Бобби Лэшли перешел на Raw и лишен чемпионского титула, был проведен турнир по объявлению нового чемпиона. 24 июня Панк должен был встретиться с Крисом Бенуа в финале на шоу Vengeance: Night of Champions, но Бенуа был заменен Джонни Нитро из-за того, что Бенуа покончил с собой после убийства своей семьи, которые он совершил в те же выходные. Впоследствии Нитро победил Панка в борьбе за вакантный титул чемпиона мира ECW. В течение следующих месяцев Панк сражался с Нитро (который позже сменил свой псевдоним на Джона Моррисона) за титул на Great American Bash и SummerSlam 2007, где он оба раза проиграл Моррисону.
В эпизоде ECW от 4 сентября Панк победил Моррисона в финальном матче за титул ECW. В последующие месяцы Панк провел успешные защиты титула против таких рестлеров, как Элайджа Берка на Unforgiven, Биг Дэдди Ви из-за дисквалификации на No Mercy, и Миза на Cyber Sunday. В эпизоде ECW от 6 ноября Панк сохранил титул чемпиона ECW в матче против Моррисона после вмешательства Миза. 18 ноября на Survivor Series 2007 Панк сохранил титул в матче тройной угрозы против Миза и Моррисона. 22 января, в эпизоде ECW, Панк проиграл титул чемпиона ECW Чаво Герреро в матче без дисквалификации после того, как Эдж атаковал Панка проведя ему гарпун, прервав его рейн в 143 дня.

#### Чемпион в тяжелом весе (2008—2009)

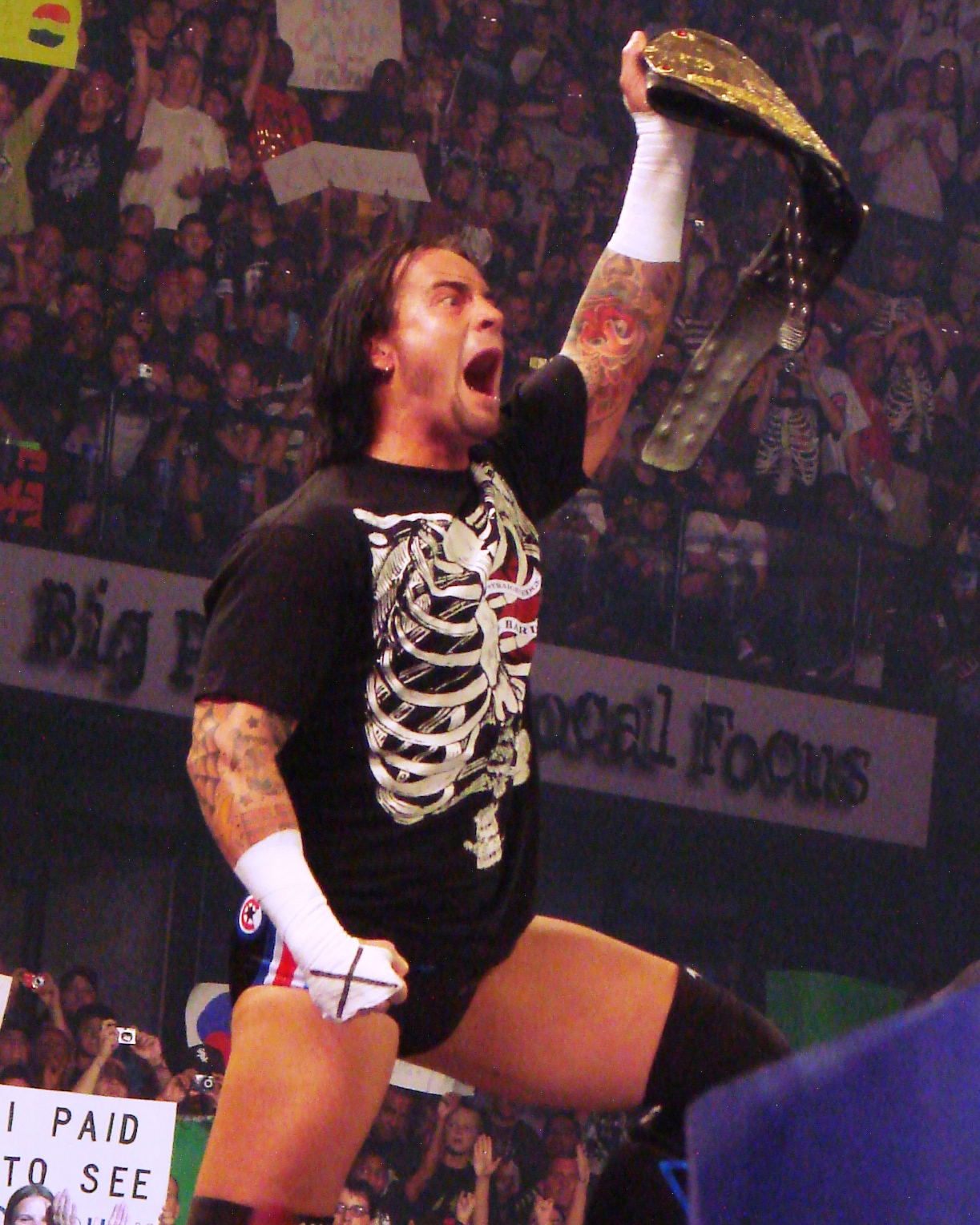
Си Эм Панк как чемпион в тяжелом весе

30 марта на WrestleMania XXIV Панк выиграл турнир Money in the Bank, победив Карлито, Криса Джерико, Джона Моррисона, Монтела Вонтавиуса Портера, мистера Кеннеди и Шелтона Бенджамина, что дало ему право в любое время получить матч за титул чемпиона WWE, чемпиона мира в тяжелом весе или ECW. На Judgment Day 18 мая Панк с Кейном проиграли поединок Джону Моррисону и Мизу за титулы командных чемпионов WWE.
23 июня Панк был выбран брендом Raw на драфте WWE 2008 года. В свой первый вечер на Raw на следующей неделе Панк успешно использовал свой кейс Money in the Bank после того, как Батиста атаковал чемпиона мира в супертяжелом весе Эджа. Первую защиту титула Панк провел в тот же вечер против Джона «Брэдшоу» Лейфилда (JBL), который бросил ему вызов вскоре после его победы. Панк продолжал защищать титул (против Батисты на Great American Bash 2008 и в эпизоде Raw от 21 июля, а также против JBL на SummerSlam 2008). На шоу Unforgiven, Панка атаковали Легаси (Коди Роудс, Тед Дибиаси-младший и Рэнди Ортон) перед его матчем за чемпионство, из-за чего Панк не смог провести матч и вынужден был отказаться от титула, новым чемпионом стал Крис Джерико. В эпизоде Raw от 15 сентября Панк получил свой титульный матч-реванш, но не смог вернуть титул в матче в стальной клетке против Джерико.
В эпизоде Raw от 27 октября Панк и Кофи Кингстон победили Коди Роудса и Теда Дибиаси-младшего и выиграли командные титулы WWE. Их дуэт стал частью команды Батисты 23 ноября на Survivor Series 2008, где их команда проиграла команде Ортона после того, как Роудс элиминировал Панка из матча. Затем Панк стал претендентом номер один на интерконтинентальный титул, победив Сницки и Джона Моррисона в первых двух матчах. Панк и Кингстон проиграли командные титулы Джону Моррисону и Мизу 13 декабря. На следующий день после шоу Armageddon, Панк победил Рея Мистерио в финале турнира. 5 января 2009 года, в эпизоде Raw, Панк провел матч за титул против Уильяма Регала, который закончился дисквалификацией, когда Регал попытался атаковать рефери. Из-за этого Стефани Макмэн назначила Панку матч-реванш на следующей неделе на Raw, но на этот раз Панк был дисквалифицирован в матче. Макмэн назначила ему ещё один матч-реванш, без дисквалификации, в эпизоде Raw от 19 января, где Панк победил Регала и выиграл титул интерконтинентального чемпиона. С этой победой, Панк стал 19-м чемпионом WWE тройной короны и самым молодым рестлером в WWE, кто получил такое достижение, превзойдя старый рекорд Кевина Нэша на 203 дня. Панк проиграл интерконтинентальный титул в эпизоде Raw от 9 марта Джону «Брэдшоу» Лейфилду (JBL). 5 апреля на WrestleMania 25 Панк второй раз подряд победил в матче Money In The Bank. 13 апреля во время драфта WWE 2009 года Панк был выбран брендом SmackDown. В период после драфта, Панк начал вражду с Умагой из-за неоднократных и неожиданных нападений Умаги, когда Панк пытался использовать свой кейс, что в конечном итоге привело к их матчу на Extreme Rules 2009, который выиграл Панк.
Позже тем же вечером Панк использовал кейс Money in the Bank, победив Джеффа Харди в бою за титул чемпиона мира в супертяжелом весе сразу после того, как Харди выиграл титул у Эджа в лестничном поединке. Панк провел свою первую успешную защиту титула в матче с тройной угрозой против Эджа и Харди в эпизоде от 15 июня. на Raw. 28 июня на The Bash 2009 Панк сохранил титул, несмотря на то, что проиграл Харди из-за дисквалификации после того, как ударил рефери. В рамках сюжетной линии, Панк повредил глаз и сказал, что не может видеть рефери, но Харди поставил под сомнение его травму глаза, полагая, что это была симуляция, в ответ на это Панк заявлял, что он лучше Харди потому, что не использует наркотики. 26 июля на Night of Champions Панк проиграл Харди титул чемпиона мира в супертяжелом весе. Их вражда продолжалась до SummerSlam 2009 23 августа, когда Панк вернул себе титул в матче TLC, но был атакован Гробовщиком.
В эпизоде SmackDown от 28 августа Панк завершил свою вражду с Харди и достиг поставленной цели — уволить Джеффа из WWE, победив Харди в поединке в стальной клетке с условием, что проигравший покидает компанию. 13 сентября на шоу Breaking Point Панк победил Гробовщика в поединке за титул чемпиона мира в супертяжелом весе. Гробовщик первоначально выиграл этот матч своим болевым приемом «Врата ада», но генеральный менеджер SmackDown Теодор Лонг возобновил матч, заявив, что запрет, наложенный бывшим генеральным менеджером SmackDown Викки Герреро на данный прием годом ранее, все ещё действует, после чего Панк выиграл матч с помощью болевого приема «Анаконда Вайс», когда рефери Скотт Армстронг подал сигнал об окончании поединка, несмотря на то, что Гробовщик так и не сдался. Вражда между ними продолжалась, и 4 октября на Hell in a Cell 2009, Панк проиграл титул чемпиона мира в тяжелом весе Гробовщику в матче Hell in a Cell. Затем Панк проиграл два последующих матча-реванша за титул чемпиона мира в тяжелом весе Гробовщику на SmackDown 23 октября и 25 октября на шоу Bragging Rights в четырёхстороннем поединке с участием Батисты и Реем Мистерио.

#### Straight Edge Society (2009—2010)
В конце 2009 года персонаж Панка начал приобретать более хильское направление. 27 ноября в эпизоде SmackDown Панк рассказал, что он принял Люка Гэллоуза, который ранее имел гиммик психически нездорового рестлера Фестуса, в образ жизни стрейт-эджа, что впоследствии избавило его от психических проблем. В течение января 2010 года Панк начал принимать в движение специально посаженных членов аудитории на арене в образ жизни стрейт-эджа, заставляя их давать клятву верности ему и брить голову в знак обновления и преданности. Принятая в общество Серена начала сопровождать Панка и Гэллоуза. Помимо руководства этой группой, Панк также был наставником новичка NXT Даррена Янга в 2010 году, который подумывал о том, чтобы стать стрейт-эджером, позднее отказавшись от этого прямо перед тем, как ему должны были побрить голову. Панк также читал проповеди, в том числе во время ежегодного матча Royal Rumble в январе 2010 года, а также во время матча Elimination Chamber в феврале 2010 года.
В первой половине 2010 года Панк враждовал с Реем Мистерио, будучи элиминированным им во время матча Elimination Chamber. После того, как Мистерио помешал ему выиграть квалификационный матч Money in the Bank, Панк прервал празднование Мистерио девятого дня рождения его дочери Алии. Мистерио и Панк встретились в матче на WrestleMania XXVI, где, если бы Мистерио проиграл, он бы присоединился к Straight Edge Society, но Панк проиграл Мистерио на WrestleMania. У них был матч-реванш на Extreme Rules в следующем месяце, где Панку пришлось бы побрить голову, как и его ученикам, если бы он проиграл, но он выиграл этот матч после вмешательства Джоуи Меркьюри, нового четвёртого члена Straight Edge Society. 23 мая на Over the Limit был назначен третий и последний матч между Панком и Мистерио с возобновлением обоих условий, но Панк проиграл и впоследствии был побрит налысо. После матча Панк начал носить чёрную маску, так как он всегда считал себя чистым и смущался выступать лысым.
20 июня 2010 года Панк сразился в четырёхстороннем поединке за титул чемпиона мира в тяжёлом весе против Мистерио, Биг Шоу и чемпиона Джека Сваггера, но потерпел неудачу, когда на него напал Кейн, обвинявший разных людей в нападении на Гробовщика. Панк и его группировка начали вражду с Биг Шоу, когда 16 июля в эпизоде SmackDown Биг Шоу принудительно снял маску с Панка. 15 августа на SummerSlam 2010 Биг Шоу столкнулся с Straight Edge Society в гандикап-матче три на один, выиграв матч после того, как Панк бросил своих товарищей по команде. В следующем месяце, на Night of Champions 2010, Панк проиграл Биг Шоу в одиночном матче. История Straight Edge Society закончилась после того, как Серена была уволена из WWE и Меркьюри получил травму, а Панк победил Гэллоуза в одиночном матче на SmackDown 24 сентября.

#### Лидер Нексус (2011) и «Пайп-бомба»
В октябре 2010 года Панк перешел на бренд Raw после обмена с Эджем, который ушел на SmackDown. Панк принял участие в командном матче Raw против SmackDown 24 октября на Bragging Rights после победы над Эваном Борном Панк был побежден Реем Мистерио, в результате чего команда Raw потерпела поражение. Во время матча Панк получил травму бедра, из-за которой он не мог выступать в рестлинге в течение нескольких месяцев. Чтобы оставаться на телевидении, он начал комментировать Raw с 22 ноября.
В конце декабря 2010 года Панк покинул команду комментаторов после того, как напал на Джона Сину в эпизоде Raw от 20 декабря и в эпизоде SmackDown от 21 декабря атаковав его стулом. Позже Панк рассказал, что его мотивами для нападений было то, что он присоединился к Nexus и стал их лидером. Затем Панк заставил каждого участника группы доказать, что они достойны места в группировке: каждый участник должен был пройти через серию избиений других участников группировки. Некоторые вместо этого решили присоединиться к группировке The Corre, которую основал бывший лидер Nexus Уэйд Барретт на SmackDown.
В январе 2011 года Панк и Nexus отомстили Рэнди Ортону во время его поединка с Мизом за титул чемпиона WWE на Royal Rumble 2011 за то, что Ортон в составе Легаси атаковал Панка в 2008 году. В свою очередь, Ортон выбил всех участников Nexus из группировки, методично атакуя их каждую неделю. Это привело к матчу Панка против Ортона на WrestleMania XXVII 3 апреля и матчу «последний стоящий на ногах» 1 мая на Extreme Rules, оба из которых Панк проиграл.
В июне 2011 года, после победы над чемпионом WWE Джоном Синой в эпизоде Raw от 13 июня, Реем Мистерио на Capitol Punishment, и Альберто Дель Рио в матче с тройной угрозой (в котором также участвовал Мистерио) в течение одной недели Панк стал претендентом номер один на титул чемпиона WWE, которым владел Джон Сина. Панк сообщил, что его контракт с WWE истекал 17 июля сразу после шоу Money in the Bank, и Панк пообещал покинуть компанию вместе с титулом чемпиона WWE.
27 июня 2011 года в эфире Raw Панк атаковал Сину во время его матча с Р-Труфом, в результате чего Сина проиграл. Тем временем Панк сел около рампы и зачитал одно из самых известных промо в WWE, которое полностью изменило карьеру Панка и, в какой-то мере, саму кампанию, назвав свое промо «Пайп-бомбой». В своей речи Панк высказал свое крайнее недовольство по поводу того, как управляется WWE, высказал оскорбления Винсу Макмэну, а также высказался о других промоушенах, таких как Ring of Honor и New Japan Pro-Wrestling, говоря о том, что свой титул чемпиона он будет защищать только там. Ранее упоминание промоушенов-конкурентов в прямом эфире в WWE было немыслимым. Панк раскритиковал Сину, сообщив что тот как Халк Хоган и Рок просто лизоблюд Винса Макмэна, за что получает титулы, любые матчи и является главным лицом WWE. В то время такие рестлеры как Панк вынуждены все время сами пробивать свой путь к вершине, но на их талант никто не обращает внимания. Также во время своей речи Панк впервые назвал себя «Лучший в мире», что станет его прозвищем в дальнейшем. «Пайп-бомба» стала нарицательным именем, впоследствии любое промо в WWE которое содержало критику WWE именовалось фанатами «Пайп-бомбой», однако ни одно из них не имело такого громкого успеха и влияния как речь Панка.
После этого Панк был отстранен (по сюжетной линии) от участия в телевизионных шоу WWE. Позже Панк был восстановлен по требованию Сины, в противном случае Сина обещал также покинуть WWE, однако Винс Макмэн сообщил Сине, что если тот проиграет титул Панку на Money In The Bank, то Сина будет уволен. 11 июля на Raw прошел сегмент по подписанию нового контракта для Панка, Винс Макмэн предложил свой вариант, но Панк стоял на своем варианте контракта, по которому Панк может толкать и бить Винса Макмэна, у Панка должен быть личный самолёт, также лицо Панка должно везде рекламироваться, где есть WWE. Также Панк должен быть в главном поединке на WrestleMania 28, а также Винс Макмэн должен извиниться перед ним и фанатами WWE за свои действия. В ходе сегмента Винса в жесткой форме извинился перед Панком и уже хотел подписать условия Панка, но его прервал Джон Сина. В своей речи Сина назвал разборки между Панком и Винсом детским садом. Сина сообщил, что он также не любит Винса, но он работает и выступает ради фанатов. Сина назвал Панка лицемером, поскольку цель Панка выиграть титул и уйти, бросив своих фанатов, добавив, что Панк потерял связь с реальностью. В ответной речи Панк сообщил, что это Сина потерял связь с реальностью, напомнив Сине, как его продвижение стало причиной того, что многие другие талантливые рестлеры ничего не получили, Сина стал тем, кого Сина ненавидел. Панк сообщил, что Сина становится как бейсбольный клуб New York Yankees, после чего Сина ударил Панка. Находясь на рампе Панк добавил, что он понял, почему он хочет уйти, потому что он устал от всего этого. А также призвал фанатов сказать «Пока» на Money In The Bank Джону Сине, титулу чемпиона WWE и Си Эм Панку, после чего Панк порвал контракт и показал фирменный жест Сины «Ты меня не видишь».
На Money in the Bank 2011, которое прошло в родном городе Панка Чикаго, Панк вышел под общую овацию фанатов. В конце матча Винс Макмэн и Джон Лауринайтис вышли к рингу, попытавшись сделать новый Монреальский облом, когда Сина держал Панка в болевом, Винс приказал Лауринайтису дать гонг об окончании матча. Однако Лауринайтиса атаковал Сина, крикнув Винсу, что ему нужна честная победа, после чего Сина попался на коронный прием Панка GTS и проиграл в матче. Разгневанный Винс приказал выпустить Альберто Дель Рио, который ранее на этом же шоу выиграл кейс Money In The Bank, чтобы использовать кейс на Панке. Однако Панк ударом ноги остановил Альберто Дель Рио и покинул арену через фанатов. Матч получил пятизвездочный рейтинг от Дэйва Мельтцера, став вторым выступлением Панка, получившим пятизвездочный рейтинг, и первым матчем WWE, получившим такой рейтинг с 1997 года (с поединка Шона Майклза против Гробовщика).

#### Чемпион WWE (2011—2013)
21 июля Панк неожиданно появился на совместной выставке WWE-Mattel на Comic-Con в Сан-Диего, где он высмеял нового главного операционного директора Трипл Эйча и предложил финалисту турнира за звание нового чемпиона WWE Рею Мистерио матч за звание чемпиона WWE, если поединок будет проходить в родном городе Панка, Чикаго. Панк появился на шоу All American Wrestling 23 июля, проявив уважение к Грегори Айрону, рестлеру с церебральным параличом. Мистерио выиграл турнир за титул чемпиона WWE в эпизоде Raw от 25 июля. Однако в этот же вечер вернулся Джон Сина, который по сюжету был уволен, но сохранил матч-реванш за титул. Сина победил Мистерио и стал новым чемпионом WWE. После победы Сины вернулся Панк под новую музыкальную тему Cult Of Personality тоже как чемпион WWE, в результате в WWE были два главных чемпиона. На следующем RAW Панк обосновал свое возвращение тем, что не сможет улучшить WWE выступая в других местах и хочет быть голосом тех, у кого нет голоса. Вскоре был подписан контракт на бой за неоспоримое чемпионство WWE между Панком и Синой на SummerSlam 2011 со специальным рефери Трипл Эйчем. На SummerSlam 14 августа Панк победил Сину, во время удержания Трипл Эйч не заметил ногу Сины на канате, что означало, что удержание не может быть засчитано. Через несколько минут Панк проиграл титул Альберто Дель Рио, который использовал свой контракт Money in the Bank после того, как Кевин Нэш напал на Панка.
В последующие месяцы Панк проиграл на шоу Night of Champions поединок против Трипл Эйча, на Hell in a Cell Панк проиграл в матче-реванше тройной угрозы за звание чемпиона WWE против Сины и Альберто Дель Рио. Также Панк проиграл на Vengeance в команде с Трипл Эйчем против Миза и Р-Труфа. Вскоре Панк переключился на Джона Лауринайтиса, который примерно в это же время стал временным генеральным менеджером Raw. Панк воспротивился продвижению Лауринайтиса и устно унижал его в различных сегментах.
На Survivor Series 2011 Панк победил Дель Рио, вернув себе титул чемпиона WWE. Панк продолжал защищать титул до конца года, сохранив его в матче-реванше с Дель Рио в эпизоде Raw SuperShow от 28 ноября и против Дель Рио и Миза в матче тройной угрозы на TLC 18 декабря. На Royal Rumble 29 января 2012 года Панк успешно защитил свой титул против Зигглера, несмотря на то, что Лауринайтис выступал в качестве дополнительного рефери.
В эпизоде Raw SuperShow от 30 января вернувшийся Крис Джерико атаковал Панка и Дэниела Брайана во время их матча Чемпион против Чемпиона, в результате чего Брайан одержал победу. На следующей неделе на Raw SuperShow Джерико объяснил свои действия, заявив, что рестлеры в WWE пародируют талант Джерико. Также Джерико назвал себя настоящим «лучшим в мире». Их соперничество продолжилось на Elimination Chamber 2012 19 февраля, когда Панк сохранил титул чемпиона WWE в матче клетки уничтожения на 6 человек. Последними в клетке остались Панк и Джерико, однако Джерико не смог продолжить матч после того, как он получил травму. Следующим вечером на Raw SuperShow Джерико заработал поединок против Панка 1 апреля на WrestleMania XXVIII. В попытке психологически выбить Панка из колеи Джерико рассказал, что отец Панка был алкоголиком, и утверждал, что его сестра была наркоманкой, утверждая, что философия стрейт-эджа Панка была паранойей, чтобы избежать тех же пороков, а также Джерико пообещал сделать из Панка алкоголика, как только он выиграет у него титул. Джон Лауринайтис добавил условие в поединок, что титул чемпиона WWE может быть проигран через дисквалификацию, что привело к тому, что Джерико подстрекал Панка использовать оружие во время матча, но Панк сопротивлялся и в итоге сохранил титул. 2 и 9 апреля в эпизодах Raw SuperShow Панк сохранил чемпионство WWE в поединках против Марка Генри по отсчету и дисквалификации, будучи атакованным Джерико после обоих матчей и облитым алкоголем. 16 апреля в эпизоде Raw SuperShow Панк удержал Генри в матче без дисквалификации и отсчета, сохранив титул чемпиона. После неоднократных столкновений вражда между Джерико и Панком достигла кульминации 29 апреля на Extreme Rules в матче по правилам уличной драки, где Панк победил Джерико, сохранив титул чемпиона.
20 мая на шоу Over the Limit Панк сохранил титул в поединке с Дэниелом Брайаном после того, как перевел болевой Брайана в удержание.[191] В эпизоде SmackDown от 1 июня матч за звание чемпиона WWE между Панком и Кейном закончился двойной дисквалификацией после того, как Брайан напал на обоих. Тем временем, по сюжету бывшая девушка Брайана Эй Джей Ли переключила свое внимание на Панка, и на Кейна. Кульминацией этой вражды стал матч с тройной угрозой 17 июня на шоу No Way Out, где Панку удалось сохранить титул после того, как Эй Джей отвлекла Кейна. 5 июля на Money in Bank Панк победил Брайана в матче без дисквалификаций со специальным рефери Эй Джей Ли. 9 июля на RAW Эй Джей Ли попыталась сделать предложение Панку, но её прервал Дэниел Брайн.
23 июля на 1000 эпизоде Raw Панк защитил титул против победителя Money in the Bank 2012 Джона Сины после того, как Биг Шоу атаковал Сину. На помощь Сине выбежал Рок, который атаковал Биг Шоу и был готов провести «народный локоть», но Рока атаковал Панк и провел ему GTS совершив хилтерн. Ранее на этом же шоу Рок заявил Панку, что проведет матч против него на Royal Rumble 2013. Панк оправдал свои действия на следующей неделе на Raw, объяснив, что он устал от таких людей, как Сина и Рок, которые затмевают его, в то время как чемпион WWE должен быть в центре внимания компании, тем самым ещё больше самоутверждаясь. На SummeSlam 2012 прошел поединок тройной угрозы Панк против Биг Шоу против Сины за титул чемпиона WWE. Сина и Панк одновременно применили болевые приемы на Биг Шоу и заставили его сдастся, победитель не был выявлен. Генеральный менеджер Raw Эй Джей Ли возобновила матч по своему решению, где победное удержание сделал Панк. В последующие недели на Raw Панк потребовал уважения от таких людей, как Эй Джей Ли, Джерри Лоулер и Брет Харт, в конечном итоге присоединившись к Полу Хейману в его вражде с Синой. 16 сентября на Night of Champions, Панк сохранил за собой титул чемпиона WWE после того, как в поединке с Синой была зафиксирована ничья. Панк продолжал враждовать с Синой, несмотря на травму руки последнего, отклоняя просьбы Мика Фоули и Джима Росса выбрать их в качестве соперника по на шоу Hell in a Cell 2012. Сина в конечном итоге был снят с титульного матча и заменен Райбеком, которого Панк победил 28 октября на шоу Hell in a Cell с помощью рефери Брэда Мэддокса, сохранив титул, а также положив конец беспроигрышной серии Райбека из восьми матчей.
Следующим вечером на Raw Мик Фоули выступил против Панка за то, что тот отказался выбрать Фоули вместо Сины в качестве своего соперника по Hell in a Cell, в результате чего они согласились встретиться в матче команда против команды на Survivor Series 2012. Панк выбрал Альберто Дель Рио, Коди Роудса, Дэмиена Сэндоу и Миза в свою команду. Однако на следующей неделе на Raw Панк был заменен в качестве капитана Дольфом Зигглером. Сам Панк должен был защищать свой титул чемпиона на том же шоу в матче тройной угрозы против Джона Сины и Райбека. На Survivor Series 18 ноября Панк выиграл поединок, удержав Сину после вмешательства дебютирующей группировки под названием «Щит» (Дин Эмброуз, Роман Рейнс и Сет Роллинс), что позволило ему сохранить титул чемпиона WWE и достигнуть отметки в 365 дней владения титулом. 4 декабря Панк перенес операцию по восстановлению частично порванного мениска, снявшись с запланированного титульного матча против Райбека 16 декабря на шоу TLC: Tables, Ladders & Chairs. Несмотря на травму, 5 декабря Панк стал самым долго действующим чемпионом WWE за последние 25 лет (со времен рейна Халка Хогана в 1988), достигнув отметки в 381 день, превзойдя 380-дневный рейн Джона Сины. Панк вернулся на ринг в эпизоде Raw от 7 января 2013 года, сохранив титул чемпиона WWE в поединке против Райбека после вмешательства Щита.
27 января на Royal Rumble 2013 Панк первоначально защитил титул чемпиона WWE против Рока в поединке, в котором было оговорено, что Панк будет лишен титула, если Щит вмешается. Во время их поединка свет на арене погас, а при его включении Рок лежал на сломанном столе комментаторов. Винс Макмэн должен был выйти и объявить, что Панк будет лишен титула, но вместо этого Панк возобновил поединок по просьбе Рока. Панк проиграл реванш, и его титульный рейн закончился на 434 дне. WWE признали этот рейн самым продолжительным чемпионским рейном в WWE в «современную эпоху» (после 1988 года), в июне 2018 года этот рекорд побьет Брок Леснар. Панк получил титульный матч-реванш с Роком 17 февраля на Elimination Chamber 2013. Было оговорено, что Рок потеряет титул, если он будет дисквалифицирован или не сможет продолжить матч, но Рок победил Панка после того, как у Панка возникли разногласия с Хейманом. В эпизоде Raw от 25 февраля Панк встретился с победителем Royal Rumble 2013 Джоном Синой, чтобы побороться за претендентство № 1 на титул чемпиона WWE, но потерпел поражение.

#### Противостояние с Хейманом (2013)
4 марта 2013 года Панк победил Биг Шоу, Рэнди Ортона и Шеймуса в четырёхстороннем матче в эпизоде Raw от 4 марта, получив право сразиться с Гробовщиком на WrestleMania 29. После реальной смерти Пола Берера, бывшего менеджера Гробовщика, на следующий день началась несколько спорная сюжетная линия, в которой Панк проявляет неуважение к Гробовщику, демонстрируя легкомыслие и неуважение к смерти Берера, включая кражу Панком похоронной урны Берера. 7 апреля на WrestleMania 29 Панк был побежден Гробовщиком, не сумев остановить стрик побед Гробовщика. Затем Панк взял двухмесячный перерыв в телевизионных выступлениях WWE, чтобы получить лечение от травм.

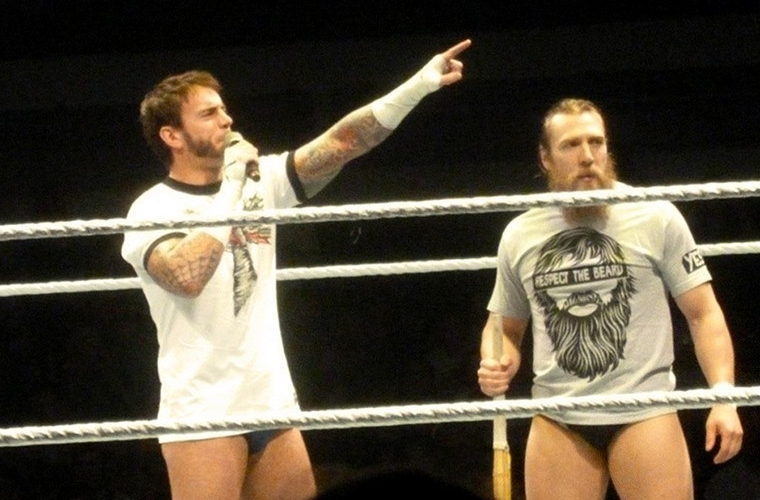
Си Эм Панк и Дэниел Браян осенью 2013 года

Панк вернулся на Payback в июне 2013 года, победив Криса Джерико. Панк начал сюжетную линию, где он сказал Хейману больше не сопровождать его на поединки. Во время матча за кейс Money in the Bank на Money in the Bank 2013, Хейман атаковал Панка, не позволив ему выиграть кейс. После поединка Панк стал фейсом. Панк пытался отомстить Хейману, но на его защиту встал Брок Леснар. Это привело к матчу между Панком и Леснаром на SummerSlam 2013 18 августа, где Панк проиграл Леснару в матче без дисквалификации после вмешательства Хеймана. Его вражда с Хейманом продолжалась в течение следующих месяцев, где Панк противостоял другому клиенту Хеймана Кертису Акселю. Сначала на Night of Champions Панк провел поединок с Акселем и Хейманом в матче на выбывание двое против одного без дисквалификаций, в котором он заставил Акселя сдаться, оставив в матче только Хеймана, но Панк проиграл в поединке после того, как Райбек вмешался и проломил стол Панком. Затем в октябре Панк победил Райбека на Battleground и вражда между ними закончилась на Hell in a Cell 2013, где Панк столкнулся с Хейманом и Райбеком в матче два против одного. Панк удержал Райбека и после матча исполнил коронный прием GTS Хейману наверху клетки.
Вскоре Панк перешел к вражде с семьей Уайятт (Брэй Уайятт, Эрик Роуэн и Люк Харпер), сформировав альянс с Дэниелом Брайаном. Они победили Харпера и Роуэна в командном матче 24 ноября на Survivor Series 2013. Следующей ночью на Raw Панк подвергся нападению со стороны Щита, пытаясь спасти Брайана от «взятия в заложники» семьей Уайетт. Затем Панк намекнул, что «Руководство» (злодейская группа, которая контролировала WWE во главе с Трипл Эйчем и Стефани Макмэн), заказала атаку на него. В результате чего оперативный директор Кейн назначил Панку гандикап-матч против Щита на TLC: Tables, Ladders & Chairs. На TLC 15 декабря Панк выиграл матч после того, как Рейнс случайно провел гарпун по Эмброузу. После дальнейших разногласий между Панком и Кейном, Кейн назначил Панка первым участником ежегодного матча королевская битва на Royal Rumble 26 января 2014 года. На Royal Rumble 2014 Панк вышел под первым номером, ближе к концу поединка, Кейн, которого Панк уже выбил ранее в матче, выбил Панка из поединка и проломил им стол комментаторов.

#### Уход из WWE (2014)
Панк не появился на эпизоде Raw от 27 января и не появился на записи SmackDown во вторник, несмотря на то, что был заявлен на это мероприятие. В среду WWE.com перестали рекламировать Панка на будущих шоу. Издание Wrestling Observer сообщило, что в понедельник перед Raw Панк покинул компанию, сказав Винсу Макмэну и Трипл Эйчу, что он «идет домой». 20 февраля во время телефонной конференции с инвесторами Макмэн заявил, что Панк «берет творческий отпуск». В эпизоде Raw от 3 марта WWE признали отсутствие Панка на телевидении, когда шоу началось под вступительную музыку Панка, однако вместо Панка на арену вышел Пол Хейман. WWE продолжила удалять Панка из своих рекламных видеороликов. Это продолжалось до первой половины июля, когда WWE использовали кадры с Панком для рекламы WWE Network. В интервью, опубликованном в конце мая, Панка спросили, каково это «быть на пенсии в 35 лет», и он ответил, что «это хорошее чувство». 15 июля WWE.com переместили Панка из активного ростера на страницу бывших сотрудников, не опубликовав об этом никакого заявления. В тот же день Панк поблагодарил своих фанатов, не упомянув WWE. В конце июля Панк заявил, что он «никогда и ни за что» не вернется в рестлинг. По некоторым планам на Wrestlemania XXX должен был пройти поединок Си Эм Панка против Трипл Эйча.
Панк назвал свои проблемы со здоровьем главной причиной ухода из WWE, сообщив, что в последние месяцы в компании он работал с невылеченной и потенциально смертельной инфекцией MRSA, сломанные ребра, травмированные колени и множественные сотрясения мозга, в том числе одно на полученное на Королевской битве 2014 года, а также потери аппетита и способности хорошо спать. Панк чувствовал, что WWE давит на него и торопит его быстрее вернуть в выступления несмотря на травмы. По словам Панка, в ноябре 2013 года он обнаружил у себя на спине шишку, и доктор Крис Аманн диагностировал её как «жировое отложение», отказавшись удалять её, несмотря на неоднократные просьбы Панка. Через неделю после того, как Панк покинул WWE, его жена Эйприл Мендес убедила его проверить шишку у своего врача. Врач сказал Панку, что он мог умереть из-за того, что игнорировал это достаточно продолжительное количество времени.
Другими причинами недовольства Панка WWE были его неспособность поучаствовать в главном событии WrestleMania (в результате чего он посчитал всю свою карьеру неудачей), меньшая оплата, чем у других рестлеров в трех самых значимых матчах WrestleMania 29. «Творческое подавление», ощущение, что нет никаких долгосрочных планов для рестлеров, кроме Джона Сины. Позднее Панк рассказал, что ушел с «нулевым энтузиазмом» к рестлингу и описал себя во время интервью как самого счастливого человека за многие годы.
Менее чем через неделю, во время интервью на шоу Стива Остина на канале WWE Network, Винс Макмэн извинился перед Панком за способ своего увольнения, который он расценил как неудачное совпадение из-за отсутствия коммуникации внутри компании (Панк был уволен в день своей свадьбы 13 июня 2014 года). Винс Макмэн также сказал, что он открыт для работы с Панком снова. В подкасте Art of Wrestling Панк публично отверг извинения Макмэна, назвав их «неискренними» и «рекламными», поскольку Макмэн не связался с ним напрямую, чтобы извиниться, и мог бы извиниться гораздо раньше.

### Появления после завершения карьеры (2015—2020)
12 ноября 2019 Си Эм Панк неожиданно появился на канале Fox Sports 1 в программе WWE Backstage. Впоследствии он присоединился к программе в качестве специального ведущего и аналитика. Панк согласился на эту работу, заключив контракт с Fox, а не с WWE. Что касается возвращения на ринг, он не был заинтересован, но и не возражал против этой идеи, отметив, что это «мост, который придется построить». Производство WWE Backstage было остановлено из-за пандемии COVID-19 и впоследствии приостановлено Fox в июне 2020 года.

### All Elite Wrestling (2021—2023)

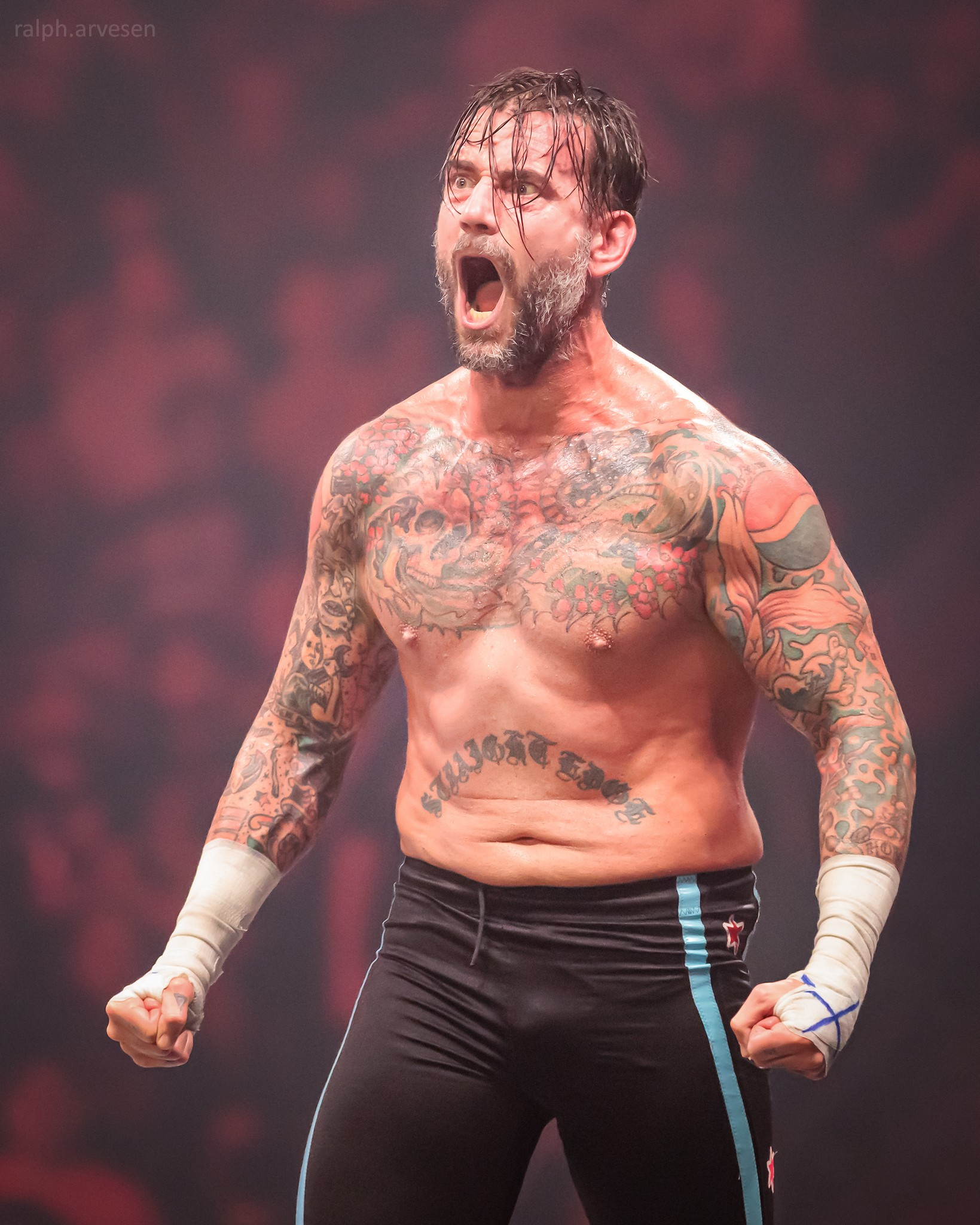
Панк вернулся в рестлинг в августе 2021 года, подписав контракт с All Elite Wrestling

В июле 2021 года появились слухи о том, что Панк подписал контракт с All Elite Wrestling (AEW). 20 августа Панк дебютировал в AEW на шоу Rampage в Чикаго, ознаменовав свое возвращение в рестлинг после семилетнего перерыва. Впоследствии Панк вызвал Дарби Аллина и бросил ему вызов на матч на шоу All Out, который Панк выиграл. Панк потерпел свое первое поражение в AEW в феврале 2022 года, проиграв MJF в одиночном матче на Dynamite после нескольких месяцев вражды между ними. Панк отомстил за поражение MJF на Revolution в матче с собачим ошейником. 29 мая на Double or Nothing Панк победил Адама Пейджа и завоевал титул чемпиона мира AEW, свой первый титул за 9 лет. Уже 3 июня на шоу Rampage было объявил, что получил травму, однако генеральный менеджер, президент, совладелец и главный букер AEW Тони Хан запретил ему сдавать титул. На время лечения Си Эм Панка было введено временное чемпионство AEW, обладатель которого определился на шоу Forbidden Door, им стал Джон Моксли.
Панк вернулся на шоу 10 августа на Dynamite после матча за Временное чемпионство AEW между Моксли и Крисом Джерико. Моксли одержал победу над Джерико несмотря на то, что Крис провел в матче все свои фирменные приёмы, а также ударил Моксли битой по голове. После матча приключилась большая потасовка при участии Общества признательности Джерико, а также друзей и партнёров Моксли. Последнее слово в потасовке сказал вернувшийся Си Эм Панк. Он разогнал злодеев, а после того, как с ринга ушел Джон Моксли, дал понять, что чемпион должен остаться один. Неделей позже был назначен матч за объединение титулов: его запланировали провести на Dynamite 24 августа. Матч за объединение титулов выиграл Моксли, причем это случилось в очень коротком поединке. Через неделю Моксли принес на ринг «открытый» контракт на матч за титул и поставил на нем свою подпись. Этот контракт подобрал старинный товарищ и тренер Си Эм Панка Эйс Стил, который позже убедил Панка ответить на вызов. Контракт был подписан, и матч состоялся на шоу AEW All Out. Этот матч Си Эм Панк выиграл, став двукратным Чемпионом AEW.

#### Отстранение (2022)

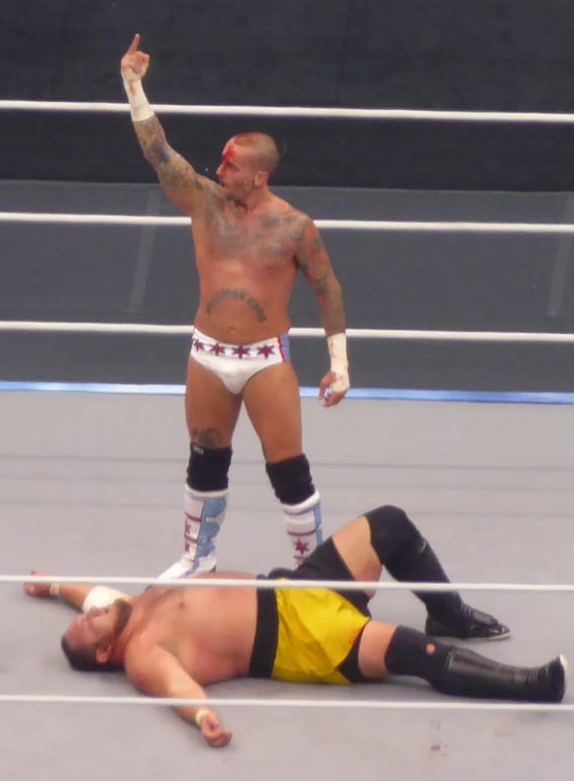
Си Эм Панк (стоит) встречается с Самоа Джо на шоу All In 27 августа 2023 года, что в итоге стало последним матчем Панка в AEW

На пресс-конференции по итогам шоу All Out Си Эм Панк высказал несколько резких замечаний в адрес других сотрудников AEW. Он снова высмеял Кольта Кабану, предъявил претензии тому, как «Янг Бакс», имея должности исполнительных вице-президентов, безответственно относились ранее к его работе в статусе главного фейса компании. Также Си Эм Панк снова обвинил Эдама Пэйджа в том, что он совершенно не пытается стать лучше и перенять опыт у известных ветеранов, работавших в AEW. После пресс-конференции обозлённые «Янг Бакс» и Кенни Омега пришли в раздевалку Си Эм Панка поговорить, и разговор вылился в драку. По итогам инцидента все его участники были отстранены и лишены титулов. На последующем Dynamite все кадры с участием Си Эм Панка были удалены из заставки шоу, а комментаторы и обозреватели шоу ни разу не упомянули его имя несмотря на то, что буквально тремя днями ранее он выиграл титул чемпионам фактически на главном шоу года AEW.

#### «Настоящий чемпион мира», инцидент с Джеком Перри и увольнение (2023)
После девятимесячного отсутствия Си Эм Панк вернулся в AEW 17 июня 2023 года на премьерном выпуске шоу Collision, где вместе с FTR (Кэш Уилер и Дакс Харвуд) победил Самоа Джо, Джея Уайта и Джуса Робинсона. В выпуске программы Collision от 29 июля Панк продемонстрировал титул чемпиона мира AEW, выигранный им в сентябре 2022 года на шоу All Out, заявив, что он по праву владеет этим титулом, поскольку никогда не был побежден в бою за него, и объявив себя «настоящим чемпионом мира». Затем он нарисовал на центральной пластине титула букву «X». На шоу All In в августе Панк успешно защитил «настоящее чемпионство мира» против Самоа Джо.
Сообщалось, что на этом шоу Панк вступил в конфликт с Джеком Перри по поводу комментариев, сделанных Панком во время его матча в начале шоу (ранее Панк отказал Перри в возможности использовать настоящее стекло в своих матчах на шоу Collision). После расследования, проведенного AEW, 2 сентября Панк был уволен по единогласной рекомендации дисциплинарного комитета AEW, а также внешнего юридического консультанта. Об увольнении Панка было объявлено в официальном аккаунте AEW в X, а также в начале выпуска Collision, где президент и исполнительный директор AEW Тони Хан заявил: «Инцидент достойный осуждения, он поставил под угрозу людей за кулисами». Позже он заявил: «До прошлого воскресенья я никогда не чувствовал, что моя безопасность, моя защита, моя жизнь находятся под угрозой на рестлинг-шоу. Я не думаю, что кто-то должен чувствовать себя так на работе, я не думаю, что люди, с которыми я работаю, должны чувствовать себя так, и сегодня мне пришлось сделать очень сложный выбор».

### Возвращение в WWE (2023—н.в.)

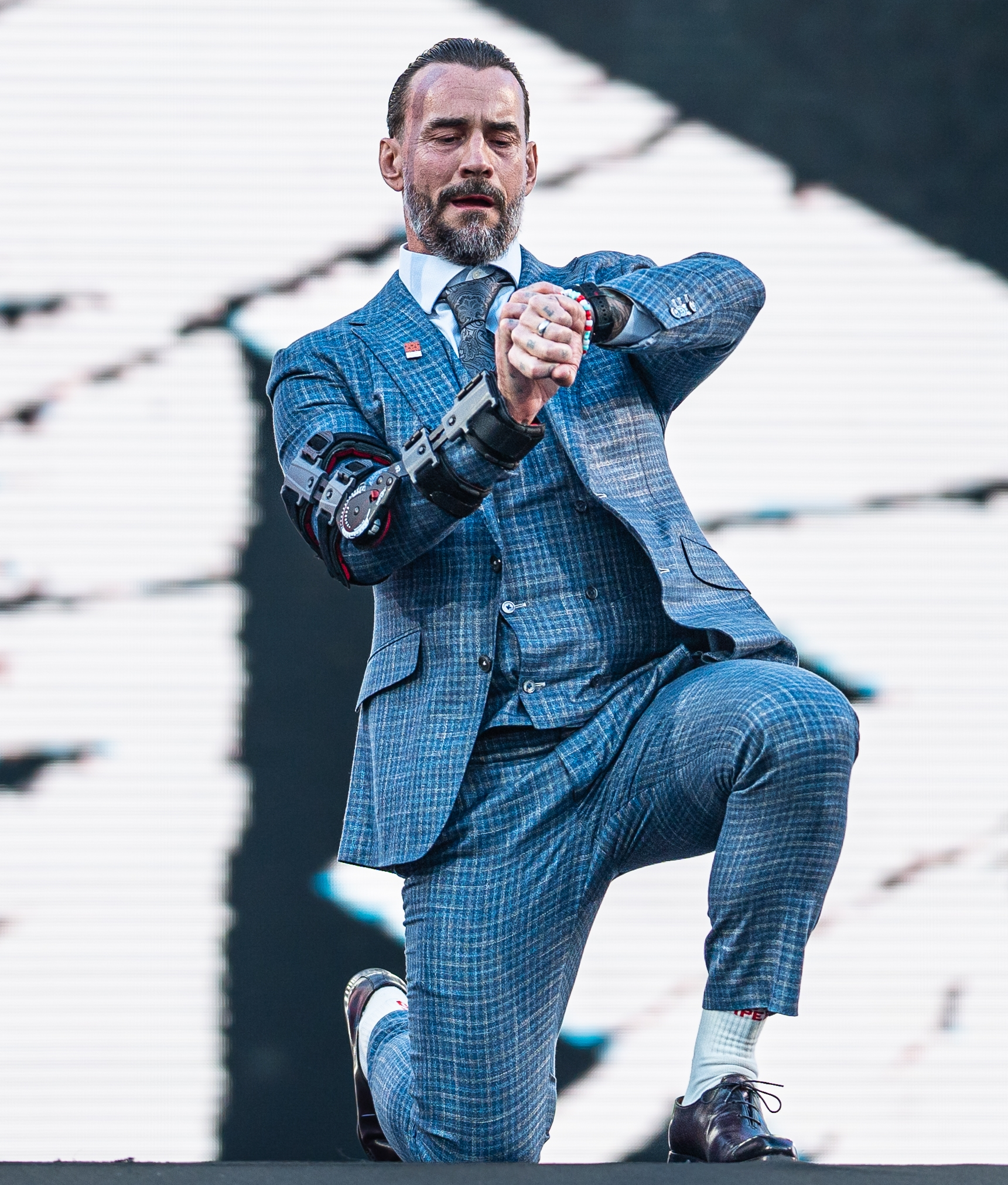
Си Эм Панк на WresleMania XL

25 ноября 2023 года в Чикаго на шоу Survivor Series: WarGames Си Эм Панк впервые появился в WWE с 2014 года (не считая его выступлений в программе WWE Backstage на канале Fox). По словам репортеров, присутствовавших на шоу, его возвращение было встречено «одной из самой громкой овацией всех времён». После выступлений на Raw, в специальном эпизоде SmackDown Tribute to the Troops и на NXT Deadline на эпизоде Raw от 11 декабря он подписал контракт с брендом Raw, где впоследствии с ним столкнулся чемпион мира в тяжелом весе Сет Роллинс, дразня потенциальным матчем, и Панк официально объявил о своем участии в матче «Королевская битва». Первые матчи Панка в WWE были против Доминика Мистерио в рамках WWE Live Holiday Tour, сначала в «Мэдисон-сквер-гарден» в Нью-Йорке 26 декабря, а затем в Kia Forum в Инглвуде, Калифорния, 30 декабря, и оба были выиграны Панком.
27 января 2024 года на Royal Rumble Панк провел свой первый телевизионный матч WWE с 2014 года, войдя под номером 27 во время матча «Королевская битва», в котором он занял второе место, будучи выброшенным Коди Роудсом. Во время матча Панк порвал правый трицепс, в результате чего он не смог принять участие в WrestleMania XL, что отменило запланированный матч между Панком и Роллинсом за звание чемпиона мира в тяжелом весе на этом шоу. Позднее травма превратилась в сюжетную линию между Панком и Дрю Макинтайром; Макинтайр постоянно смеялся над Панком за то, что Макинтайер нанес ему травму. Затем у Панка и Макинтайра было три матча: первый на SummerSlam 2024 с Сетом Роллинсом в качестве специального приглашенного рефери, где Панк проиграл Макинтайру. Второй на Bash in Berlin, где Панк победил в матче с ремнем, и третийматч на Bad Blood, где Панк победил Макинтайра в матче Hell in a Cell, положив конец их почти десятимесячной вражде. Эта сюжетная линия получила признание критиков и награду «Лучшая вражда года» от Wrestling Observer Newsletter, ESPN , Pro Wrestling Illustrated и Sports Illustrated.
После короткого перерыва Панк вернулся в конце эпизода SmackDown от 22 ноября в качестве пятого члена команды Романа Рейнса на Survivor Series: WarGames вместе с вернувшимся Полом Хейманом. На мероприятии 30 ноября Панк, Рейнс, братья Усо и Сэми Зейн победили новый Bloodline (Соло Сикоа, Тама Тонга, Тонга Лоа и Джейкоб Фату) и Бронсона Рида в матче WarGames. 

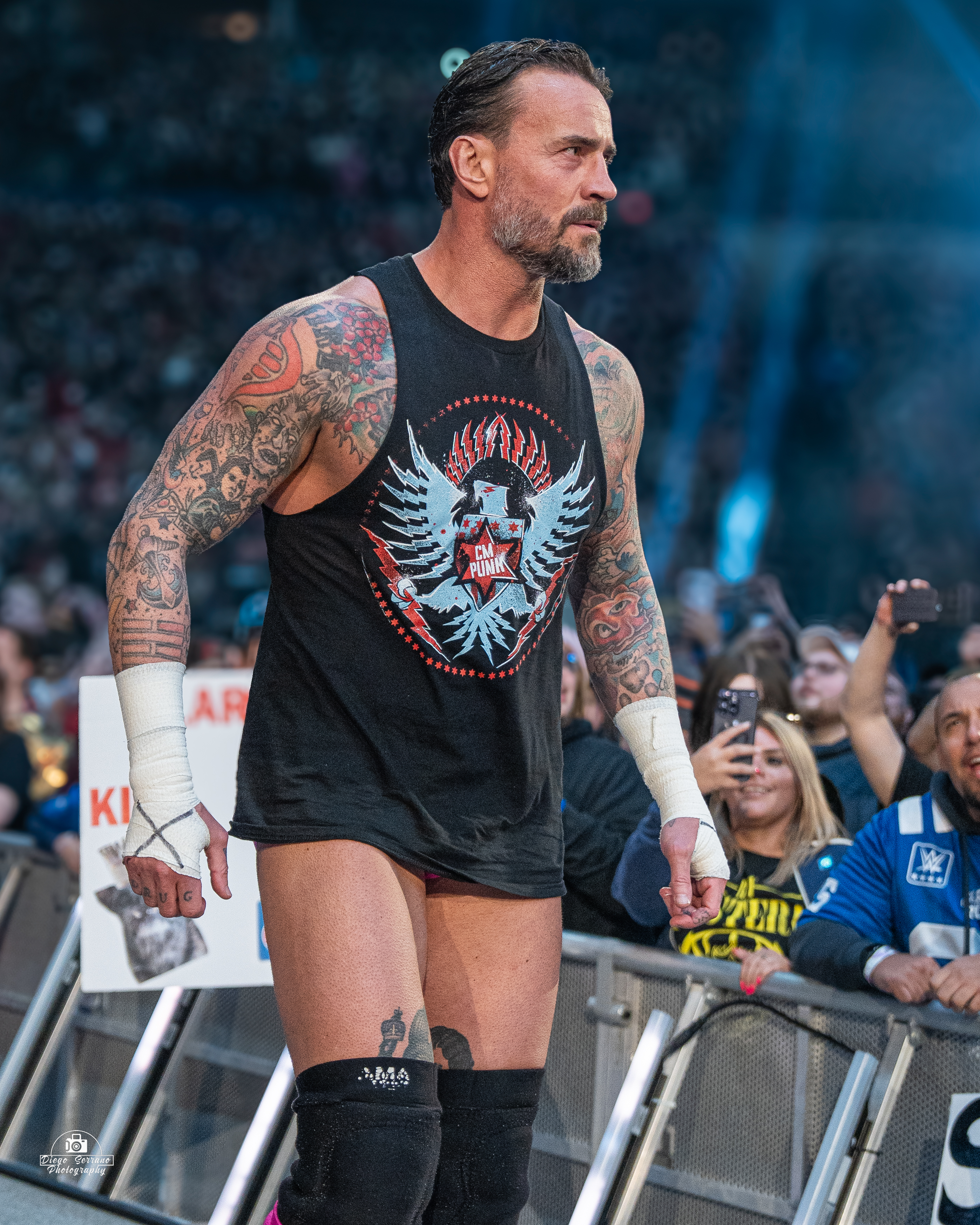
Си Эм Панк на Королевской Битве 2025

На премьере Raw на Netflix 6 января 2025 года Панк провел свой первый матч на Raw за почти одиннадцать лет, в котором он победил Роллинса. На Royal Rumble 1 февраля Панк вышел под 24-м номером и добрался до финальной четвёрки, прежде чем был выбит Логаном Полом и вступил в ссору с Рейнсом и Роллинсом, которых он выбил из матча. В эпизоде Raw от 3 февраля Панк победил Зейна, чтобы пройти отбор на матч Elimination Chamber. На Elimination Chamber: Toronto он проиграл матч Джону Сине после того, как на него напал уже выбывший из матча Роллинс. В эпизоде Raw от 10 марта Панк проиграл Роллинсу в матче Steel Cage после того, как вернувшийся Рейнс вытащил последнего из клетки и атаковал Роллинса в отместку за Royal Rumble, прежде чем напасть на Панка.
21 марта в выпуске SmackDown между всеми тремя завязалась драка, в которой Панк, Роллинс и Рейнс указывали на знак WrestleMania, что привело к матчу тройной угрозы между ними, который был официально объявлен главным событием первой ночи WrestleMania 41. 4 апреля в выпуске SmackDown Панк сообщил, что Пол Хейман (который был менеджером Рейнса) не будет в углу Рейнса на WrestleMania 41, а вместо этого будет в углу Панка, в рамках одолжения, которое Панк попросил за объединение с Рейнсом на Survivor Series. 
В первую ночь WrestleMania 41 Роллинс победил Панка и Рейнса после двойного предательства Пола Хеймана, который встал на сторону Роллинса.
После того, как 21 апреля на Raw после WrestleMania Панка избили Роллинс и Брон Брейкер, Панк вернулся 5 мая в эпизоде Raw, из-за чего Роллинс проиграл титульный матч против чемпиона Джея Усо. Панк объединился с Сэми Зейном против Роллинса и Брейкера на Saturday Night Main Event XXXIX 24 мая, но проиграл из-за вмешательства вернувшегося Бронсона Рида. 
В эпизоде Raw от 9 июня Панк столкнулся с  чемпионом WWE Джоном Синой в матче за титул, который был запланирован на Night of Champions в Саудовской Аравии 28 июня. На этом мероприятии Панку не удалось выиграть титул у Сины из-за вмешательства Роллинса. 
В эпизоде Raw от 14 июля Панк выиграл матч за право бросить вызов Гюнтеру за титул чемпиона мира в тяжелом весе на SummerSlam.

## Смешанные боевые искусства

### Ultimate Fighting Championship (2014—2018)
7 декабря 2014 года, на UFC 181, Cи Эм Панк и Дэйна Уайт официально заявили о его подписании в организацию.
10 сентября 2016 года, на UFC 203, Панк проиграл свой дебютный бой Микки Галлу.
В апреле 2018 года, стало известно, что второй бой Cи Эм Панка по правилам MMA пройдёт 9 июня в Чикаго на UFC 225. Его соперником будет Майк Джексон. На UFC 225 оппонент Панка — Майк Джексон — одержал победу по решению судей.
| Исход        | Запись | Соперник     | Способ                       | Соревнование | Число            | Раунд | Время | Место                 |
| ------------ | ------ | ------------ | ---------------------------- | ------------ | ---------------- | ----- | --- | --------------------- |
| Поражение    | 0-1    | Микки Галл   | Удушающий приём              | UFC 203      | 10 сентября 2016 | 1     | 2:14 | Кливленд, Огайо, США  |
| Не состоялся | 0-1    | Майк Джексон | Не состоялся (аннулирование) | UFC 225      | 9 июня 2018      | 3     | Послематчевое решение Результат боя отменён из-за того, что Майк Джексон сдал положительный тест на марихуану. | Чикаго, Иллинойс, США |

## Имидж
Первоначально инициалы CM в его псевдониме представляли собой фразу «Chick Magnet», название команды, в которой он выступал в качестве дворового рестлера .  Однако позже Панк изменил CM, заявив, что она не имеет никакого значения, хотя, когда его спросили, он начал придумывать значения, соответствующие инициалам, доходя до того, что сочинял длинные истории, чтобы объяснить происхождение, которые вообще не соответствуют реальной истории происхождения. С тех пор, как Панк начал эту практику, он заявлял, что среди прочего CM означает «Cookie Monster», «Crooked Moonsault», «Chuck Mosley», «Charles Montgomery», «Charles Manson», «Charlie Murphy», и «Chicago Made». 
Во время своего появления Панк кричит: «Время крушить!» (It's clobberin' time!), что является отсылкой к нью-йоркской хардкор-панк группе Sick of It All, которая написала песню с таким же названием и вымышленному персонажу Marvel Существу. В качестве музыкальной темы своего появления Панк использует песню «Cult of Personality» группы Living Colour, с которой его часто ассоциируют. 
Неотъемлемой частью образа Панка являются многочисленные татуировки, украшающие его тело. Некоторые из них стали символами, связанными с ним. Татуировки в целом, благодаря своему количеству и разнообразию, также стали атрибутом, легко узнаваемым в Панке. Наиболее важными из индивидуальных татуировок в образе Панка – будь то ассоциация, символ или мантра – являются следующие:
- Логотип Pepsi Globe на левом плече, вдохновивший названия двух его фирменных приемов (прим. Пепси-драйвер). Он также стал символом самого Панка, который носил этот логотип на своей  экипировке в независимых федерациях. Панк решил сделать татуировку Pepsi, чтобы подчеркнуть свои убеждения стрейт-эджера. Татуировка также отсылает к бывшему гитаристу Minor Threat Брайану Бейкеру, у которого была татуировка с Coca-Cola, и который объяснял это фразой «Мне нравится Coca-Cola». Когда люди спрашивают о татуировке Pepsi у Панка, он часто отвечает «Мне нравится Pepsi» в похожей манере.
- На животе Панка начертаны слова «Straight Edge». Это одна из его самых старых татуировок, и он называет её своей личностью.
- Татуировка-рукав на левой руке с надписью «Удача для неудачников» и многочисленными символами удачи, включая кроличью лапку, четырёхлистный клевер и подкову. На руке также изображены четыре игральных карты в честь тренера Эйса Стила.
- Фраза «Никаких уловок не нужно» на тыльной стороне левой руки — дань памяти покойному рестлеру Крису Кандидо.
- На костяшках его пальцев надпись «Drug Free» («Drug Free» на правой костяшке и «Free» на левой).
- За левым ухом у него номер джерси его младшей сестры (31), окруженный звездами, каждая из которых символизирует его братьев и сестер.
- Логотип команды «Кобра» (врага солдата Джо ) на правом плече. Панк известен своей любовью к комиксам, считая их, наряду с джазом и профессиональным рестлингом, тремя оригинальными видами искусства, которые Америка подарила миру[183][184][185].

## Личная жизнь
13 июня 2014 года Брукс женился на коллеге-рестлере Эйприл Мендес, также известной как Эй Джей Ли.
Он атеист, и открыто выступает в поддержку прав ЛГБТ и однополых браков. Как и его персона в рестлинге, он придерживается образа жизни straight edge.
В феврале 2015 года врач WWE Кристофер Аманн подал иск о клевете против Брукса и Скотта Колтона (Кольт Кабана) в связи с обвинениями Брукса в медицинской халатности в одном из эпизодов подкаста Колтона. Аманн требовал около 4 миллионов долларов в качестве компенсации и нераскрытую сумму в качестве штрафных убытков. WWE выпустила заявление и видео в поддержку Аманна. Дело дошло до суда в 2018 году, где присяжные вынесли решение в пользу Брукса и Колтона. В августе 2018 года Колтон подал иск против Брукса, обвинив его в нарушении контракта и мошенничестве из-за того, что Брукс якобы согласился, а затем отказался оплатить судебные издержки Колтона по иску Аманна. Колтон требовал 200 000 долларов в качестве возмещения ущерба и ещё 1 млн долларов в качестве штрафных санкций. Брукс подал встречный иск против Колтона в июне 2019 года, требуя 600 000 долларов и дополнительные выплаты. Оба иска были урегулированы и прекращены в сентябре 2019 года. По данным PWInsider, урегулирование не предусматривало никакой финансовой компенсации.
В мае 2022 года после того, как появились слухи о том, что Верховный суд США намерен изменить решение по делу «Роу против Уэйда», активно поддержал права женщин на аборт, надевая футболки с соответствующими символикой и надписями на публичные мероприятия.

## Титулы и достижения
- All Elite Wrestling
  - Чемпион мира AEW (2 раза)

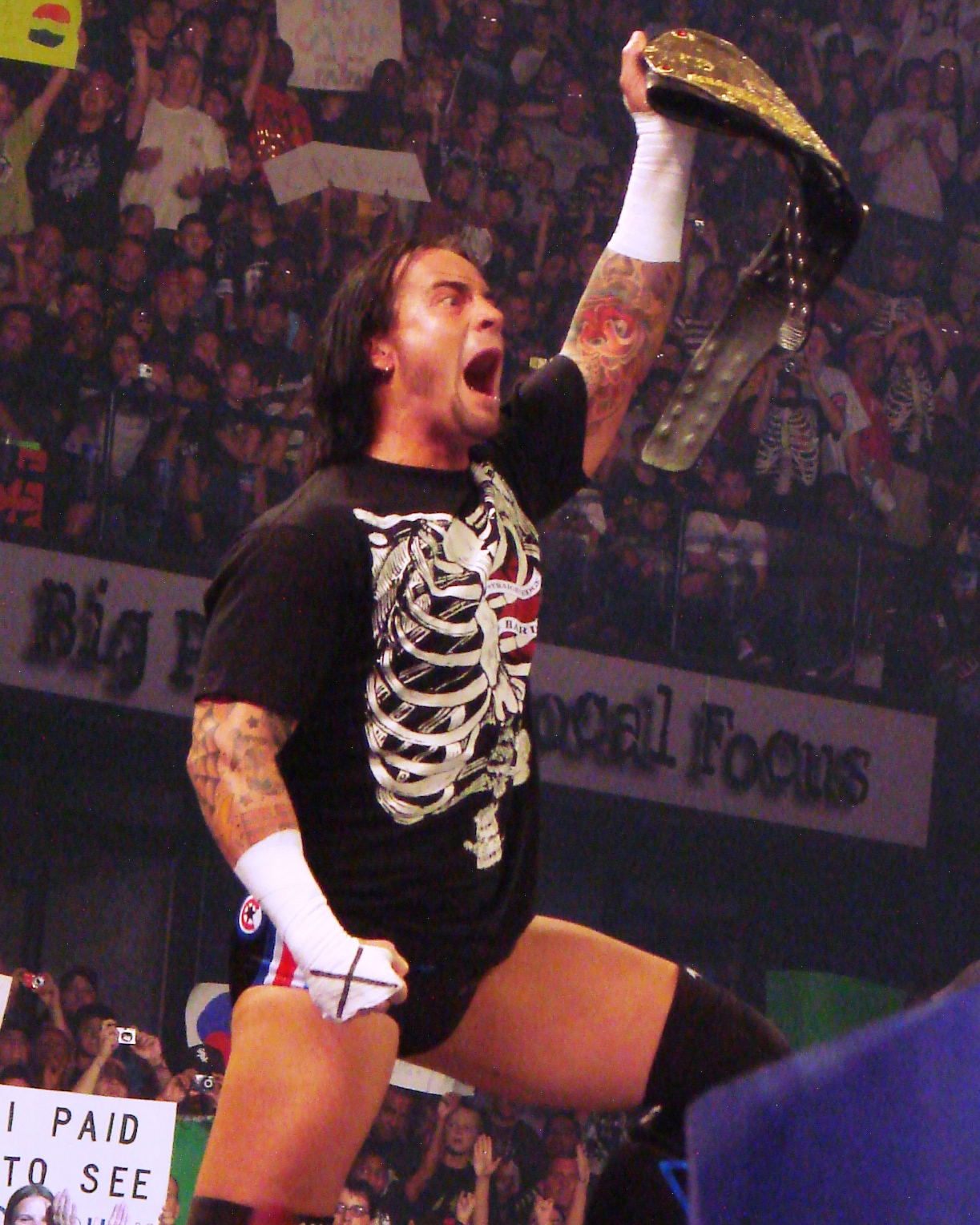
Панк в первый раз Чемпион мира в тяжёлом весе.

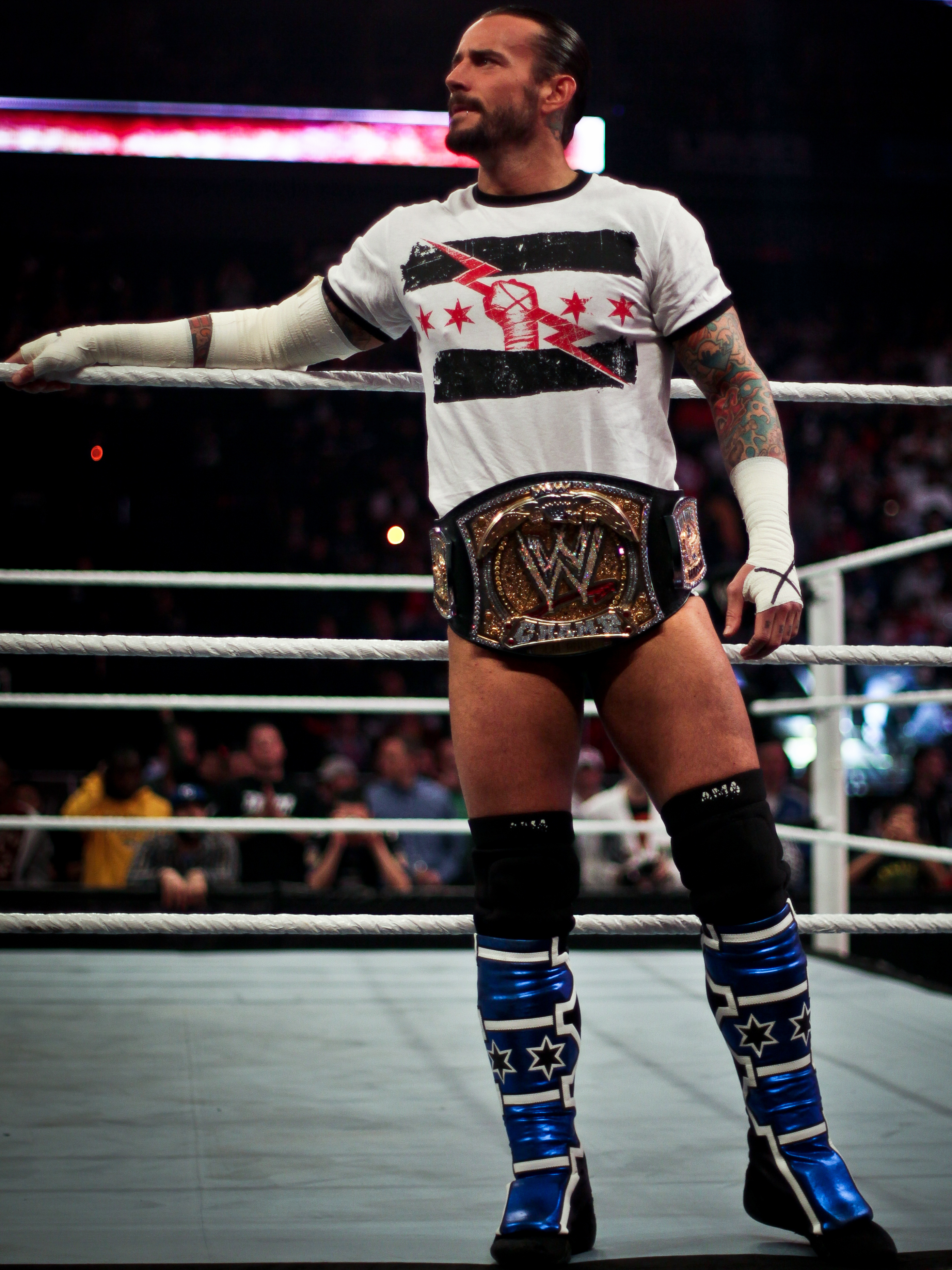
Cи Эм Панк как Чемпион WWE

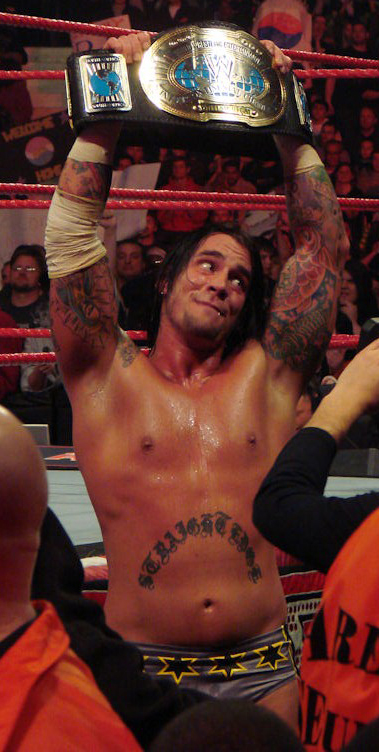
Панк во время владения титулом интерконтинентального чемпиона

- Independent Wrestling Association Mid-South
  - Чемпион IWA Mid-South в тяжёлом весе (5 раз)
  - Чемпион IWA Mid-South в полутяжёлом весе (2 раза)
- International Wrestling Cartel
  - Чемпион IWC в тяжёлом весе (1 раз)
- Mid-American Wrestling
  - Чемпион MAW в тяжёлом весе (1 раз)
- National Wrestling Alliance
  - Чемпион NWA Revolution в тяжёлом весе (1 раз)
  - Командный чемпион NWA Cyberspace (1 раз) — с Хулио Динеро
- Ohio Valley Wrestling
  - Чемпион OVW в тяжёлом весе (1 раз)
  - Южный командный чемпион OVW (1 раз) — с Сетом Скайфайром
  - Телевизионный чемпион OVW (1 раз)
- Pro Wrestling Illustrated
  - № 1 в топ 500 рестлеров в рейтинге PWI 500 в 2012[198]
  - Самый популярный рестлер года (2011, 2021)[199]
  - Рестлер года (2011, 2012)[200]
  - Матч года (2011) против Джона Сины на PPV WWE Money in the Bank (за титул чемпиона WWE)
  - Вражда года (2011) против Джона Сины
  - Возвращение года (2021)
- Ring of Honor
  - Чемпион мира ROH (1 раз)
  - Командный чемпион ROH (2 раза) — с Кольтом Кабаной
  - Зал славы ROH (2022)
- St. Paul Championship Wrestling
  - Телевизионный чемпион Северных Штатов SDW (2 раза)
  - Чемпион Северных Штатов SPCW в полутяжёлом весе (1 раз)
- World Wrestling Entertainment / WWE 
  - Чемпион WWE (2 раза)
  - Чемпион мира в тяжёлом весе (3 раза)
  - Чемпион ECW (1 раз)
  - Командный чемпион мира (1 раз) — с Кофи Кингстоном
  - Интерконтинентальный чемпион WWE (1 раз)
  - Победитель Money in the Bank (2008, 2009)
  - Награды «Слэмми»:
    - «Oh My God!» Moment of the Year 2008 за удачное использование Money in the Bank и выигрыш титула Чемпиона в тяжёлом весе
    - «Шок года 2009» за вынуждение Джеффа Харди уйти в отставку после проигрыша в поединке в Железной Клетке
    - «Негодяй 2010» года за то, что довёл до слёз дочь Рея Мистерио
    - Суперзвезда года (2011)
    - «Pipe-Bomb» года (2011)
    - Футболка года — Cи Эм Панк «Best in the World» (2011)
    - OMG-момент года (2024) — возвращение в WWE в Survivor Series: WarGames
    - Возвращение года (2024)

  - Девятнадцатый чемпион Тройной короны
- Revolver
  - Премия «Золотые боги» в номинации «Самый металлический спортсмен» (2012)[201]
- Wrestling Observer Newsletter
  - 5-звёздочный матч против Самоа Джо на ROH Joe vs. Punk II в 16 октября 2004
  - 5-звёздочный матч против Джона Сины на WWE Money in the Bank в 17 июля 2011
  - Лучшее DVD года (2012) — Best in the World
  - Лучший образ (2009, 2011)
  - Вражда года (2009) против Джеффа Харди
  - Вражда года (2011) против Джона Сины
  - Матч года (2011) против Джона Сины на WWE Money in the Bank
  - Самый кассовый рестлер (2021)
  - Самый харизматичный рестлер года (2021)

### Luchas de Apuestas
| Ставка | Победитель   | Проигравший  | Место проведения | Время проведения | Примечания |
| ------ | ------------ | ------------ | ---------------- | ---------------- | ---------- |
| Волосы | Cи Эм Панк   | Рей Мистерио | Балтимор         | 25 апреля 2010   | [ Note 1 ] |
| Волосы | Рей Мистерио | Cи Эм Панк   | Детройт          | 23 мая 2010      | [ Note 2 ] |

## Заметки
1. ↑  Так как только у Cи Эм Панка была прическа, только его волосы были поставлены на кон
2. ↑  Вступление Мистерио в общество Straight edge против волос Cи Эм Панка